# دير فريتز
دير فريتز هو مغني وكاتب أغاني كندي، ولد في 13 مايو 1981.

## وصلات خارجية
- الموقع الرسمي